# Heinrich Bircher (Unternehmer)
Heinrich Bircher (* 12. März 1868 in Erlinsbach AG; † 30. März 1927 in Zürich, heimatberechtigt in Küttigen) war ein Schweizer Unternehmer.

## Leben
Der Vater von Heinrich Bircher, Rudolf, war Inhaber einer Kalkfabrik.
Bircher absolvierte von 1884 bis 1887 eine kaufmännische Lehre und begab sich dann für einen dreijährigen Aufenthalt nach Amerika. Nach seiner Rückkehr trat er 1891 in die Fabrik seines Vaters ein. Er befasste sich ab 1907 mit der Planung und ab 1912 mit der Gründung der Portland-Cement-Werks Würenlingen-Siggenthal. Nach dem Ersten Weltkrieg perfektionierte er als technischer Direktor die Ausrüstung des Werks. Dieses stieg zum bedeutendsten Werk der nationalen Zementindustrie auf.
Bircher war mit Rosa Steiner aus Zürich verheiratet.